# Combretum monetaria
Combretum monetaria är en tvåhjärtbladig växtart som beskrevs av Carl Friedrich Philipp von Martius. Combretum monetaria ingår i släktet Combretum och familjen Combretaceae. Inga underarter finns listade i Catalogue of Life.